# Campeonato Mundial de Patinação Artística no Gelo de 1933
O Campeonato Mundial de Patinação Artística no Gelo de 1933 foi a trigésima primeira edição do Campeonato Mundial de Patinação Artística no Gelo, um evento anual de patinação artística no gelo organizado pela União Internacional de Patinação (em inglês:  International Skating Union) onde os patinadores artísticos competem pelo título de campeão mundial. Nesta edição as competições individual masculina foi disputada entre os dias 18 de fevereiro e 19 de fevereiro na cidade de Zurique, Suíça; e as competições individual feminina e de duplas foram disputadas entre os dias 11 de fevereiro e 12 de fevereiro na cidade de Estocolmo, Suécia.

## Eventos
- Individual masculino
- Individual feminino
- Duplas

## Medalhistas
| Evento                        | Ouro                                     | Prata                            | Bronze                                       |
| Individual masculino detalhes | Karl Schäfer · Áustria                   | Ernst Baier · Alemanha           | Markus Nikkanen · Finlândia                  |
| Individual feminino detalhes  | Sonja Henie · Noruega                    | Vivi-Anne Hultén · Suécia        | Hilde Holovsky · Áustria                     |
| Duplas detalhes               | Emília Rotter · László Szollás · Hungria | Idi Papez · Karl Zwack · Áustria | Randi Bakke · Christen Christensen · Noruega |

## Resultados

### Individual masculino
| Pos.              | Nome              | Nacionalidade   | Pontos |
| ----------------- | ----------------- | --------------- | ------ |
| Medalha de ouro   | Karl Schäfer      | Áustria         | 7      |
| Medalha de prata  | Ernst Baier       | Alemanha        | 11     |
| Medalha de bronze | Markus Nikkanen   | Finlândia       | 17     |
| 4                 | Erich Erdös       | Áustria         | 17     |
| 5                 | Herbert Haertel   | Alemanha        | 28     |
| 6                 | Eduard Scholdan   | Áustria         | 28     |
| 7                 | Rudolf Praznovsky | Tchecoslováquia | 38     |
| 8                 | Edwin Keller      | Suíça           | 41     |
| 9                 | Jean Henrion      | França          | 46     |
| 10                | Othmar Jordi      | Suíça           | 46     |

### Individual feminino
| Pos.              | Nome                   | Nacionalidade | Pontos |
| ----------------- | ---------------------- | ------------- | ------ |
| Medalha de ouro   | Sonja Henie            | Noruega       | 5      |
| Medalha de prata  | Vivi-Anne Hultén       | Suécia        | 14     |
| Medalha de bronze | Hilde Holovsky         | Áustria       | 15     |
| 4                 | Megan Taylor           | Reino Unido   | 18     |
| 5                 | Cecilia Colledge       | Reino Unido   | 24     |
| 6                 | Liselotte Landbeck     | Áustria       | 31     |
| 7                 | Nanna Egedius          | Noruega       | 37     |
| 8                 | Yvonne de Ligne-Geurts | Bélgica       | 38     |
| 9                 | Erna Andersen          | Noruega       | 43     |

### Duplas
| Pos.              | Nome                                | Nacionalidade | Pontos |
| ----------------- | ----------------------------------- | ------------- | ------ |
| Medalha de ouro   | Emília Rotter / László Szollás      | Hungria       | 7      |
| Medalha de prata  | Idi Papez / Karl Zwack              | Áustria       | 8      |
| Medalha de bronze | Randi Bakke / Christen Christensen  | Noruega       | 18     |
| 4                 | Anna-Lisa Rydqvist / Einar Törsleff | Suécia        | 21     |
| 5                 | Dagmar von Kothen / Fred Ericson    | Suécia        | 21     |

## Quadro de medalhas
| Ordem | País      | Medalha de ouro | Medalha de prata | Medalha de bronze |   | Ordem por total |
| ----- | --------- | --------------- | ---------------- | ----------------- | - | --------------- |
| 1     | Áustria   | 1               | 1                | 1                 | 3 | 1               |
| 2     | Noruega   | 1               |                  | 1                 | 2 | 2               |
| 3     | Hungria   | 1               |                  |                   | 1 | 3               |
| 4     | Alemanha  |                 | 1                |                   | 1 | 3               |
| 4     | Suécia    |                 | 1                |                   | 1 | 3               |
| 6     | Finlândia |                 |                  | 1                 | 1 | 3               |
| TOTAL | TOTAL     | 3               | 3                | 3                 | 9 | —               |